# Enoplognatha peruviana
Enoplognatha peruviana là một loài nhện trong họ Theridiidae.
Loài này thuộc chi Enoplognatha. Enoplognatha peruviana được Ralph Vary Chamberlin miêu tả năm 1916.